# ボールドウィン・ロコモティブ・ワークス
ボールドウィン・ロコモティブ・ワークス (Baldwin Locomotive Works、BLW) は、かつてアメリカ合衆国ペンシルベニア州に存在した鉄道車両メーカー。1825年にマサイアス・ウィリアム・ボールドウィン(Matthias William Baldwin)によってフィラデルフィアで創業、蒸気機関車・電気機関車・ディーゼル機関車など7万両以上の機関車を製造した。1956年に機関車の製造を終了した。

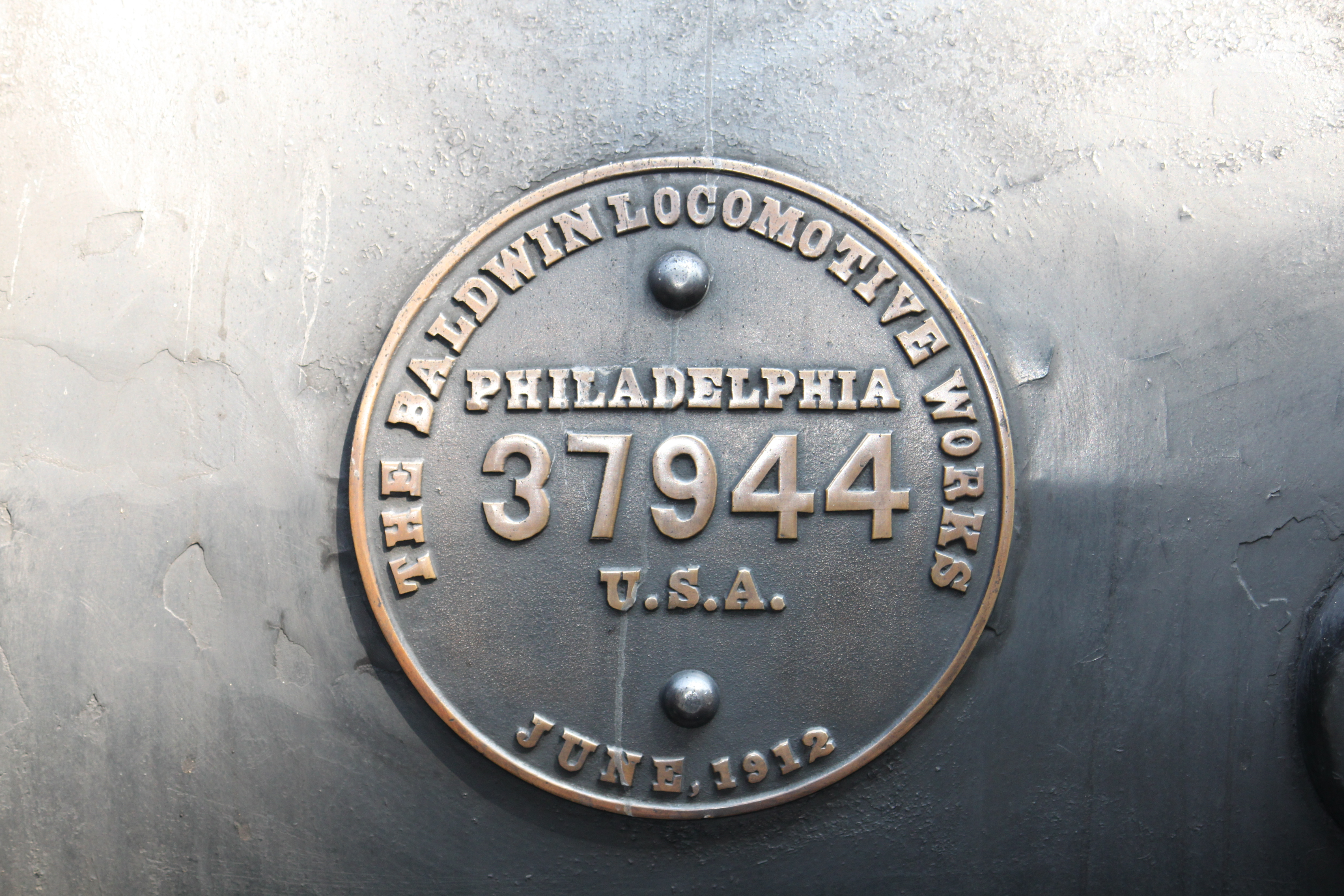
明治村9号蒸気機関車の銘板

## 年表
- 1825年 創業
- 1831年 初めて機関車を製作（展示用）
- 1832年 最初の機関車を製造
- 1887年 日本向けに蒸気機関車を輸出
- 1906年 ペンシルベニア州エディストーンに移転
- 1929年 ホイットコムを買収(1931年から1940年までは子会社、以降は併合)
- 1939年 ディーゼル機関車をラインナップ
- 1948年 カナダのカナディアン・ロコモティブ・カンパニー(CLC)をカナダ代理店とする。ウェスティングハウス・エレクトリックが株式を21％取得
- 1950年 ライマ・ハミルトンと合併、ボールドウィン・ライマ・ハミルトン(B-L-H)となる。CLC株をフェアバンクス・モースのカナダ子会社に売却
- 1953年 ウェスティングハウスが機関車用電装品の製造を中止
- 1956年 機関車製造終了

## 歴史

### 第一次世界大戦まで
ボールドウィン・ロコモティブ・ワークスの創業は、慎ましやかなものだった。創設者は宝石や銀細工の職人であったマサイアス・ウイリアム・ボールドウィンで、設立は1825年であった。当初は製本の機械やキャラコ（平織り綿布）捺染用のシリンダーを製造した。やがて、M.W.ボールドウィンは自分で使うために小型の定置機関を設計して作り上げ、そのできばえのよさから注文をとるようになり、やがて彼が蒸気機関に関心を持つことにつながった。
1831年、フィラデルフィア博物館の要請により、彼は展示用の小型の機関車を製作した。それがきっかけとなり、フィラデルフィア郊外の支線で使用する小型の機関車の製造を受注することになった。その直前に、カムデン・アンド・アンボイ鉄道(C&A)はイギリスのロバート・スチーブンソン製の蒸気機関車（イギリスを擬人化したジョン・ブルという通称で呼ばれた）を輸入し、ニュージャージー州ボーデンタウンに保管していた。M.W.ボールドウインがそこを訪れたときにはまだ組み立てられていなかった。彼は取り外されている部品や主要部品の寸法を調査した。
初めての受注で直面した困難さというものは、今日、整備に携わる者が理解できるようなものではなかった。工具すら、簡単に入手することができない。シリンダーは、タガネで削りだす。M.W.ボールドウィンは、自らの手でその膨大な作業を負った。
そんな状況下、彼が作った最初の機関車は完成し、「オールド・アイアンサイド」すなわち「剛の者」と命名された。1832年11月23日、フィラデルフィア・ジャーマンタウン・アンド・ノリスタウン鉄道において試運転されたのちに営業に就き、20年以上の長きに渡り使用された。オールド・アイアンサイドは4輪（2動軸）の機関車で、5トン強の重さであった。動輪の直径は54インチ(1.37m)、シリンダー径は91/2インチ(240mm)、ストロークは18インチ(457mm)であった。動輪は鋳鉄製のハブと木製のスポークを持ち、鉄のタイヤを巻いていた。台枠は木製で、車輪の外側に位置していた。
ボールドウィンと親しい関係にあった多数のエンジニアのひとりに、ゼラ・コルバーン(Zerah Colburn)がいる。1854年から、彼が週刊新聞「レールウェイ・アドボケイト」(Railroad Advocate)を創刊する1861年までの間、M.W.ボールドウィンとは頻繁に行き来があり、その記録として「ザ・スピリット・オブ・ダークネス」という書物となっている。コルバーンはM.W.ボールドウィンの仕事の質を絶賛している。
当初、ボールドウィンは多数の蒸気機関車の製造をブロード・ストリート・フィラデルフィア工場で製造し続けるつもりであった。そこは、わずか196エーカー(0.79km2)の狭さであったため、1906年にはペンシルベニア州エディストーンに移転した。そこは616エーカー(2.5km2)もの広さであった。1928年までに、機関車製造に関わるすべての施設を移転させた。ボールドウィンは、すぐにアメリカ最大の、おそらくは世界最大の機関車製造会社となった。1907年、企業としてエリオット・クレッソン・メダルを受賞。
1915年から1918年にかけて、レミントン・アームズから合計200万挺のP14エンフィールド小銃およびM1917エンフィールド小銃の製造を請け負った。その意味において、第一次世界大戦の重要な貢献者ということができる。

### ディーゼル機関車
1939年、ボールドウィンは入換用ディーゼル機関車を初めて製品ラインナップに載せた。しかし、その2年後、アメリカの第二次世界大戦参戦により、その製造計画は挫折した。戦時生産本部(War Production Board、WPB)の命により、アルコとボールドウィンは鉄道関係では入換用機のみを製造することとなり、M3中戦車及びM4中戦車の製造メーカーの一つとなった。競合するEMDは本線用機関車の製造が命じられ、EMDのみがディーゼル機関車製造のノウハウを蓄積していき、戦後のアドバンテージへとつながってゆく。
戦後、ボールドウィンの業績はみるみる悪化していく。EMDとアルコがディーゼル機関車市場の大部分を握り、ボールドウィン、ライマ・ハミルトン、フェアバンクス・モースが持っていた市場を奪った。ボールドウィンの入換用機関車は、その牽引力の強さで知られていたが、ロード・ユニット（本線用機関車）の製造において、信頼性を得ることに失敗した。ボールドウィンは市場の分析を誤り、蒸気機関車の製造も続けたため、鉄道関連製造部門での利益はわずかなものであった。
1948年、ボールドウィン製ディーゼル機関車や電気機関車の電装品で協業していたウェスティングハウス・エレクトリックがボールドウィンの株式の21％、50万株を取得し、最大の株主となった。ボールドウィンは、莫大な借金の返済に追われた。翌1949年5月4日、ウェスティングハウスの社長、マービン・W・スミスがボールドウィンの社長となった。
多角経営へと舵を切るなかで、1950年12月4日、ボールドウィンはライマ・ハミルトンと合併し、ボールドウィン・ライマ・ハミルトン(BLH)となった。しかしながら、市場占有率は減少する一方であった。1953年、ウェスティングハウスは駆動用電装品の製造を中止し、電装品をゼネラル・エレクトリックから購入しなければならなくなった。そして1956年、7万500両以上の機関車を作ってきたボールドウィンは、機関車の製造を中止した。ディーゼル機関車の製造両数は3,208両であった。
ボールドウィンのディーゼル機関車は、とくに原動機において、競合するEMDやアルコほどの信頼性を得ることができなかった。信頼性が高かったのは、ウェスティングハウスの電装品であった。

### 機関車製造終了以後
1956年に、ボールドウィン・ライマ・ハミルトン社は機関車の製造を終了し、建設機械の製造に業務を集中した。1965年にボールドウィン・ライマ・ハミルトン社はアーマー社(Armour and Company)の完全子会社となった。1970年にグレイハウンド社がアーマー社を買収し、グレイハウンド社は1972年にボールドウィン・ライマ・ハミルトン社を閉鎖した。

## 日本におけるボールドウィン台車
大正前期～昭和戦前期にかけて、日本の電車用台車として、ボールドウィン社が開発した台車が大量に採用された。日本の電車用台車としては、ブリル（J.G.Brill）社製のものと双璧をなした。
初期には輸入品も多数輸入されたが、日本国内のメーカー各社の製造技術が向上した中期以降にはコピー品が大量に製造された。技術的には炭水車用の台車から発展したものなので、台車枠が棒鋼組立式で一般的な部材で構成されており、製作も簡単だったため、技術力が未熟な日本の鉄道車両業界でも製作できたのがその理由とされている。
特に有名な台車としては、Baldwin-A・-AA形と呼ばれるものがある。
これは当時のMaster Car-Builders Associationと呼ばれる大手鉄道車両メーカーの団体が推奨したMCB規格と呼ばれるインタアーバン用高速電車向け台車の規格に従って設計された揺れ枕を備える釣り合い梁式台車であり、心皿荷重上限と軸距を自由に設定可能であったことや、乗り心地が比較的良好であったこと、それに高速化に伴って必要性が増大した両抱き式ブレーキの実装がライバルであったBrill 27MCB系よりも容易であったことなどから、特に昭和戦前期の日本の私鉄向けでは事実上の標準台車として広く普及した。
ボールドウィン型台車を国産化したメーカーは、以下のようなものがある。
- 汽車製造
- 日本車輌製造
- 川崎車輌
- 住友金属
- 日立製作所
- 近畿車輛
- 木南車輌製造
- 南海鉄道天下茶屋工場

なお、南海鉄道の製造分は日本車輌製造と汽車製造の同系台車を自社工場でコピーした、孫コピー品である。

## 日本におけるボールドウィン製機関車

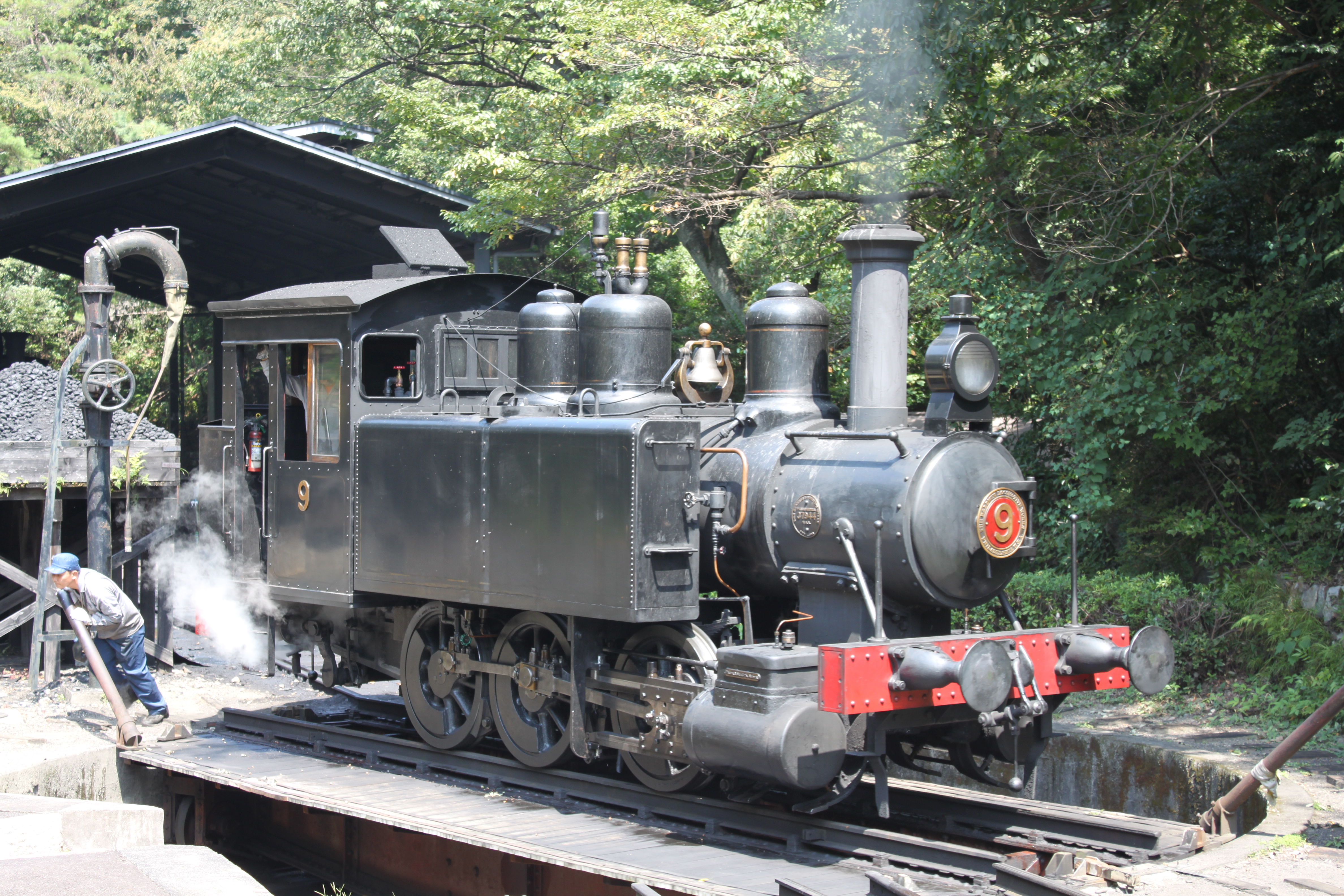
明治村で動態保存されている9号蒸気機関車

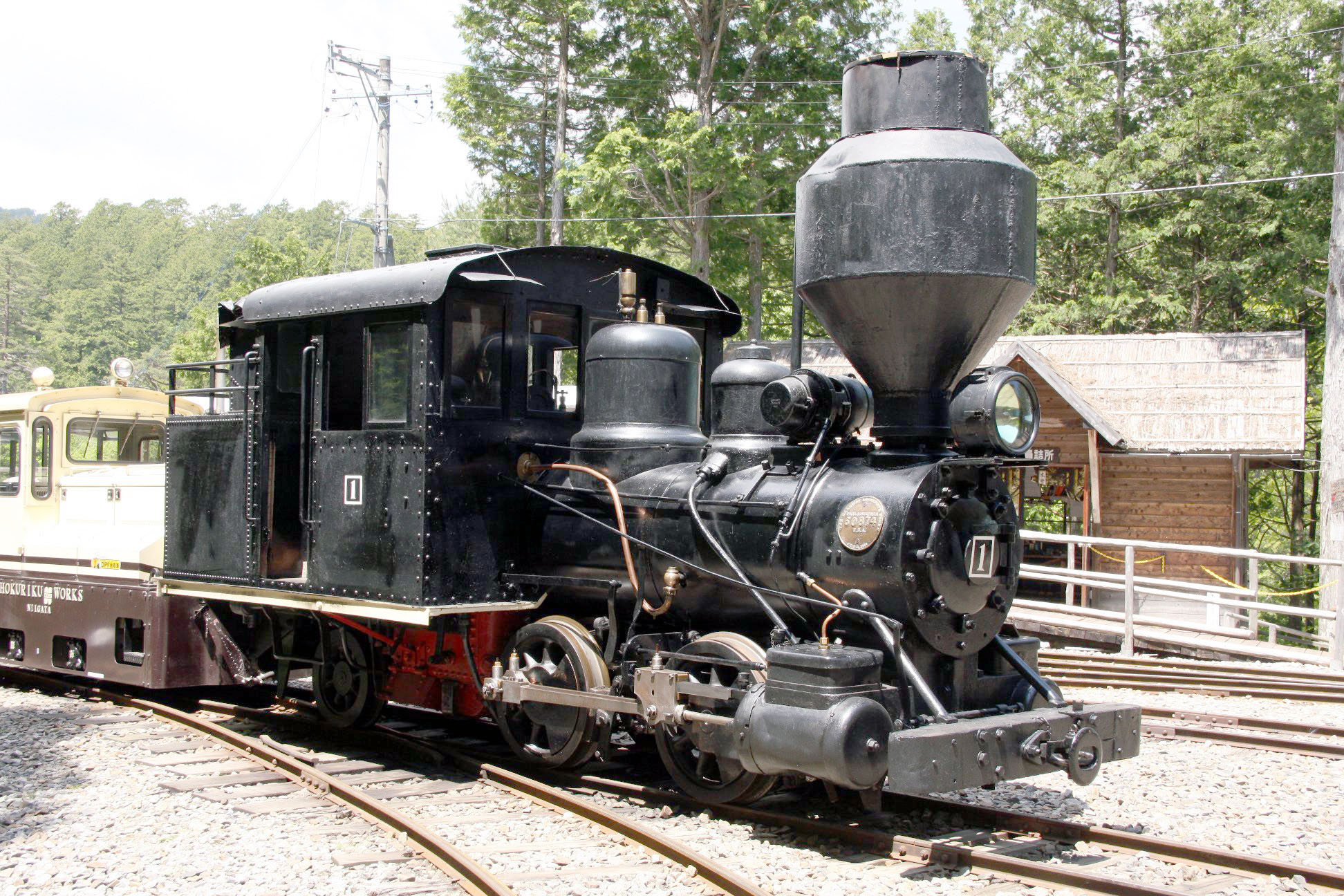
赤沢自然休養林で保存されている元木曽森林鉄道の所属機

日本で初めてボールドウィン製の蒸気機関車を採用したのは、北海道で1887年に開業した釧路鉄道（後の国鉄7000形蒸気機関車）であった。その後、アメリカの鉄道に範をとって建設された、官営幌内鉄道（→北海道炭礦鉄道）や北海道官設鉄道でも多数が導入された。
本州や九州の鉄道は、開業時にはイギリスやドイツの技術によって建設されたが、イギリスの機関車メーカーのように客を選ぶこともなく、大量生産と価格低下にアドバンテージを発揮し、官設鉄道のみならず、日本鉄道や山陽鉄道といった大手私設鉄道へも多数が納入されている。日本における最後のボールドウィン製輸入機は、1925年製の北海道鉄道（2代）に納入された3両であった。しかしながら、ボールドウィン製の機関車は、とかく粗製濫造という評判があり、官設鉄道2500形（B6）のように同型車中で早期に淘汰対象となったものも多い。
最も多く見られたのが軽便鉄道や森林鉄道であった。特に森林鉄道では勾配に強く信頼性が高いことから、津軽森林鉄道や木曽森林鉄道等で導入されていた。
現在日本国内で保存されているボールドウィンの蒸気機関車は、下記のようなものがある：
- 博物館明治村：現役当初は身延線や日本鋼管で活躍）
- 木曽森林鉄道・赤沢自然休養林：上松運輸営林署1号機関車
- 林野庁林業機械化センター：
- ウェスタン村
- 小湊鉄道五井機関区：同社の1号・2号機関車
- 仁別森林博物館（秋田県秋田市：北海道の温根湯森林鉄道で使用されたもの）

また、電気機関車についても日本の鉄道車両史において重要な位置づけにある。一般にウェスチングハウス製の電気機関車はボールドウィンで車体と台車を架装しており、秩父鉄道デキ1形や信濃鉄道1形など、大きめの機械室とオフセット配置された前後ボンネットの車体は当時のボールドウィンの標準構造の一つであった。箱型機についても鉄道省ED53形と鉄道省EF51形を担当しており、ウェスチングハウスの電気機関車が日本の電気機関車の原型となったことで、これらの車体デザインもまた日本型へとアレンジされていくなど、電気機関車に与えた影響もまた大きい。

## 種別呼称

### 蒸気機関車
ボールドウィン製の蒸気機関車には、一般的な製造番号のほか、同社独自の機関車種別とその呼称、種別番号が付されている。これによって、機関車の基本形態が明らかとなり、発注、修理等の便に資することが可能である点、製造者にとっては設計の簡易化、図面管理の合理化、製造工程の単純化などが図れる点がメリットとしてある。
種別呼称は、全車輪の個数を表す数字、先従輪の有無を表す分数、シリンダの直径を表す数字、動輪数を表す大文字アルファベット、種別ごとの両数を表す数字からなる。
全車輪の個数については表示したそのままであり、4の場合は4個の車輪があることを表すが、テンダー機関車の場合は炭水車の車輪個数は含まない。先従輪の有無を表す分数は、「1/3」が先輪のみあるもの、「1/4」は先従輪のいずれも、あるいは従輪のみあるものに付される。動輪の個数をあらわすアルファベットは、C，D，E，Fが使用され、Cが2軸（4個）、Dが3軸（6個）、Eが4軸（8個）、Fが5軸（10個）である。マレー式機関車のような関節式機関車は、これらのアルファベットを重ねて使用する。これらの記号によって、その機関車がどのような車軸配置であるかが判明するが、例えば「12 1/4 D」の場合は、車軸配置1C2または2C1となり、種別呼称だけではいずれか判定ができないということになる。
シリンダ径をあらわす数字は、次のとおり符合し、ヴォークレイン複式やマレー複式の場合は、これらを分数表記する。
- 8 - 7インチ
- 10 - 8インチ
- 11 - 9インチ（行程14インチ以下）
- 12 - 9インチ（行程14インチ超）
- 14 - 10インチ
- 16 - 11インチ
- 18 - 12インチ
- 20 - 13インチ
- 22 - 14インチ
- 24 - 15インチ
- 26 - 16インチ
- 28 - 17インチ
- 30 - 18インチ

日本に輸入された主な蒸気機関車について、形式、車軸配置、種別呼称を例示すると、次のとおりである。
2500形 - C1 - 8 26 1/3 D
8100形 - 1C - 8 28 D
9200形 - 1D - 10 30 E
9700形 - 1D1 - 12 30 1/4 E
9800形 - C+C - 12 26/44 DD